# Теодюл Рибо
Теодюл-Арман Рибо (на френски: Théodule-Armand Ribot) е френски психолог.

## Биография
Роден е на 18 декември 1839 г. в Гинган, Франция. Учи в лицея St. Brieuc. През 1856 г. започва да преподава и е допуснат до Екол Нормал Сюпериор през 1862 г. През 1885 г. изнася курс от лекции по експериментална психология в Сорбоната, а през 1888 г. е назначен за професор по експериментална психология в Колеж дьо Франс. Темата на дисертацията, с която печели своята докторска степен, публикувана повторно през 1882 г., е: Hérédité: étude psychologique (5-о изд., 1889), е и най-важната и добре известна негова книга.
Умира на 9 декември 1916 г. в Париж на 76-годишна възраст.

## Научна дейност
Следвайки експериментални и синтетични методи, Рибо обединява голям брой примери за вътрешно присъщи особености. Обръща особено внимание на физическия елемент на душевния живот, пренебрегвайки всички духовни или нематериални фактори в човека. В своята работа „La Psychologie anglaise contemporaine: l'école expérimentale“ (1870) показва симпатията си към школата на сензационалистите и отново в своя превод на „Принципи на философията“ на Хърбърт Спенсър.